# Comunità territoriale di Ladyžynka
La Comunità territoriale rurale di Ladyžynka (in ucraino Ладижинська сільська громада?) è una hromada ucraina, situata nel distretto di Uman' e nell'oblast' di Čerkasy. Il suo centro amministrativo è il villaggio di Ladyžynka.
L'area della comunità è di 322,3 km², e la popolazione è di 10 337 abitanti (dato del 2020).

## Suddivisioni

### Insediamenti di tipo rurale
- Malyj Zatyšok
- Zatyšok

### Villaggi
- Furmanka
- Horodnycja
- Jatranivka
- Kolodyste
- Ladyžynka
- Ryžavka
- Ropotucha
- Šaryn
- Tekuča